# II. regionalna nogometna liga Bjelovar 1983./84.
II. regionalna nogometna liga Bjelovar, također i kao Druga regionalna liga Bjelovar, Regionalna liga Bjelovar, II. regija NZZR – Liga ZO Bjelovar, Liga Zajednice općina Bjelovar, za sezonu 1983./84. je predstavljala ligu četvrtog stupnja nogometnog prvenstva Jugoslavije. 
 
Sudjelovalo je 14 klubova, a prvak je bio "Slaven" iz Koprivnice, koji je potom išao u kvalifikacije za "Hrvatsku ligu – Sjever".  

## Ljestvica
| mj. | klub                          | ut. | pob. | ner. | por. | gol+ | gol- | bod | bod- |
| --- | ----------------------------- | --- | ---- | ---- | ---- | ---- | ---- | --- | ---- |
| 1.  | Slaven Koprivnica             | 26  | 21   | 2    | 3    | 72   | 19   | 44  |      |
| 2.  | 5. maj – Mladost Ždralovi     | 26  | 17   | 4    | 5    | 56   | 18   | 38  |      |
| 3.  | Lokomotiva Koprivnica         | 26  | 14   | 7    | 5    | 55   | 31   | 35  |      |
| 4.  | Pitomača                      | 26  | 13   | 5    | 8    | 62   | 46   | 31  |      |
| 5.  | Podravec Torčec               | 26  | 13   | 6    | 7    | 59   | 34   | 30  |      |
| 6.  | Proleter Garešnički Brestovac | 26  | 11   | 6    | 9    | 57   | 52   | 28  |      |
| 7.  | Čelik Križevci                | 26  | 14   | 1    | 11   | 43   | 41   | 28  | -1   |
| 8.  | Fenor Nova Rača               | 26  | 9    | 7    | 10   | 45   | 51   | 25  |      |
| 9.  | Daruvar                       | 26  | 8    | 8    | 10   | 36   | 44   | 24  |      |
| 10. | Graničar Đurđevac             | 26  | 6    | 6    | 14   | 28   | 51   | 18  |      |
| 11. | TVIN Virovitica               | 26  | 5    | 7    | 14   | 36   | 26   | 17  |      |
| 12. | Hajduk Pakrac                 | 26  | 2    | 11   | 13   | 34   | 61   | 15  |      |
| 13. | Borac Ferdinandovac           | 26  | 5    | 5    | 16   | 32   | 62   | 15  |      |
| 14. | Zdenka Veliki Zdenci          | 26  | 4    | 7    | 15   | 29   | 68   | 15  |      |

## Rezultatska križaljka
| kratica | klub                          | BOR | ČEL | DAR | FEN | GRA | HAJ | LOK | MLA | PIT | POD | PRO | SLA | TVIN | ZDE |
| --- | ----------------------------- | --- | --- | --- | --- | --- | --- | --- | --- | --- | --- | --- | --- | ---- | --- |
| BOR | Borac Ferdinandovac           |     |     |     |     |     |     |     |     |     |     |     |     |      |     |
| ČEL | Čelik Križevci                |     |     |     |     |     |     |     |     |     |     |     |     |      |     |
| DAR | Daruvar                       |     |     |     |     |     |     |     |     |     |     |     |     |      |     |
| FEN | Fenor Nova Rača               |     |     |     |     |     |     |     |     |     |     |     |     |      |     |
| GRA | Graničar Đurđevac             |     |     |     |     |     |     |     |     |     |     |     |     |      |     |
| HAJ | Hajduk Pakrac                 |     |     |     |     |     |     |     |     |     |     |     |     |      |     |
| LOK | Lokomotiva Koprivnica         |     |     |     |     |     |     |     |     |     |     |     |     |      |     |
| MLA | Mladost Ždralovi              |     |     |     |     |     |     |     |     |     |     |     |     |      |     |
| PIT | Pitomača                      |     |     |     |     |     |     |     |     |     |     |     |     |      |     |
| POD | Podravec Torčec               |     |     |     |     |     |     |     |     |     |     |     |     |      |     |
| PRO | Proleter Garešnički Brestovac |     |     |     |     |     |     |     |     |     |     |     |     |      |     |
| SLA | Slaven Koprivnica             |     |     |     |     |     |     |     |     |     |     |     |     |      |     |
| TVIN | TVIN Virovitica               |     |     |     |     |     |     |     |     |     |     |     |     |      |     |
| ZDE | Zdenka Veliki Zdenci          |     |     |     |     |     |     |     |     |     |     |     |     |      |     |
| |                               |     |     |     |     |     |     |     |     |     |     |     |     |      |     |
| podebljan rezultat - utakmice od 1. do 13. kola (1. utakmica između klubova) rezultat normalne debljine - utakmice od 14. do 26. kola (2. utakmica između klubova) rezultat nakošen - nije vidljiv redoslijed odigravanja međusobnih utakmica iz dostupnih izvora rezultat smanjen * - iz dostupnih izvora nije uočljiv domaćin susreta prekrižen rezultat - poništena ili brisana utakmica p - utakmica prekinuta 3:0 p.f. / 0:3 p.f. - rezultat 3:0 bez borbe n.i. - nije igrano |                               |     |     |     |     |     |     |     |     |     |     |     |     |      |     |

 Izvori: